# Batalla de Sirte (2015)
La Batalla de Sirte se refiere al conflicto armado acaecido entre marzo y mayo de 2015 en la ciudad libia de Sirte, entre el gobierno de la Cámara de Representantes de Libia y la organización terrorista takfirí Estado Islámico, que mantenía una presencia en la urbe desde febrero, antes de la caída de Nofaliya. Producido esto último, las fuerzas islamistas del Congreso General Nacional decidieron enviar refuerzos para recapturar Sirte.

## Desarrollo
Los combates comenzaron el 14 de marzo, entre las fuerzas de Daesh y la Fuerza Libia Protectora. No se dio un número de bajas, pero la lucha fue descrita como violenta y se detuvo hacia el atardecer. Entre los muertos figuraba Ahmed al-Rouissi, un comandante tunecino del EI.
El 25 de marzo, el EI asaltó un puesto de control de la 166.ª Brigada, a 15 km de Sirte, y mató a 5 milicianos.
Durante los siguientes dos meses, se produjeron enfrentamientos esporádicos en los alrededores de la ciudad. El 20 de mayo, el EI atacó otra posición de la 166.ª Brigada. Un funcionario de Amanecer libio aseguró que 23 terroristas y un soldado habían muerto.
Por la tarde del 28 de mayo, Daesh capturó la base aérea de Gardabiya y parte del Gran Río Artificial, al sur de Sirte. Tres días después, Amanecer libio abandonó sus posiciones cerca de Sirte, luego de que el EI avanzara en el este, sur y oeste. Se reportó que las fuerzas de Amanecer libio se retiraron unos 20 km al oeste, luego de que el EI completamente rodeara la ciudad.

## Consecuencias
En agosto tuvieron lugar nuevos enfrentamientos entre el EI y facciones leales al antiguo presidente Gaddafi, que fueron totalmente expulsadas de la ciudad para el 23 de septiembre.